# Chomelia oligantha
Chomelia oligantha är en måreväxtart som beskrevs av Johannes Müller Argoviensis. Chomelia oligantha ingår i släktet Chomelia och familjen måreväxter. Inga underarter finns listade i Catalogue of Life.